# François-Louis Perne
François-Louis Perne (parfois François Perne), né le 4 octobre 1772 à Paris et mort à Laon le 26 mai 1832, est un musicographe et compositeur français.
Il est surtout connu, d’une part pour ses écrits sur l’histoire de la musique, d’autre part pour avoir dirigé le Conservatoire de Paris.

## Biographie
François-Louis Perne suit sa formation musicale comme enfant de chœur (enfant choriste) de l'église Saint-Jacques-de-la-Boucherie. En 1792, il entre dans les chœurs de l’Opéra de Paris et y reste jusqu'en 1799, date à laquelle il passe dans l’orchestre à un poste de contrebassiste. À partir de 1802, il cumule ce poste avec une fonction équivalente à la chapelle des Tuileries.
Entre-temps, il s’était perfectionné dans l’étude de l'harmonie, dans l'école créée par l’abbé Joseph Meunier d'Haudimont, également maître de musique de l'église Saint-Jacques de la Boucherie. Il enseigne cette discipline en donnant des cours particuliers, puis est nommé en 1811 professeur adjoint auprès de Charles Simon Catel. En 1813, il devient bibliothécaire adjoint au Conservatoire ; il devient professeur d’harmonie titulaire en 1814 au départ de Catel.
Il abandonne en 1816 ses fonctions à l’Opéra et à la Chapelle, et prend en 1816 la direction de l’École royale de musique et de déclamation, nom donné alors au Conservatoire, avec le titre d’inspecteur général des études. À la mort de l’abbé Roze en 1819, il cumule la fonction d’inspecteur général et celle de bibliothécaire.
Le 19 mars 1822, il demande sa retraite et est remplacé le mois suivant par Luigi Cherubini.

## Travaux historiques
François-Louis Perne avait rencontré Guillaume André Villoteau qui stimule son goût pour l’histoire de la musique. Il s’intéresse dès lors aux sources musicales de l’Antiquité et du Moyen Âge, et en particulier à l’histoire de la notation musicale.
Une de ses premières communications, en 1815, porte sur le Traité du rythme musical, texte du IVe siècle. La même année, il fait une première communication devant l’Institut sur la notation grecque de la musique, et il utilise cette notation pour récrire l’Iphigénie en Tauride de Gluck.
Il édite des manuscrits tels la Lettre apocryphe de saint Jérôme et le traité d’Aristide Quintilien.
Selon lui, la notation musicale existait dès le XVe siècle av. J.-C. et c’est la poésie qui l’a empêchée de se développer. Il insiste sur le fait que l’on ne peut étudier l’histoire de la musique sans s’inquiéter aussi des autres arts et de l’évolution sociale, vision assez novatrice à l'époque.
Il affirme aussi que le chant grégorien est l’héritier direct de la musique antique, et le considère comme un monument de l’art.
Il s’intéresse aussi aux chansons du XIIIe siècle attribuées à Raoul, dit le châtelain de Coucy. Il publie encore un article sur un traité de Jérôme de Moravie sur la vielle et le rebec.
Perne a publié ses travaux essentiellement sous forme d’articles publiés dans plusieurs périodiques, mais surtout dans la Revue et gazette musicale de Paris de Fétis.

## Œuvres

### Écrits
- Cours élémentaire d'harmonie (vers 1823)
- Ancienne musique des chansons du châtelain de Coucy mise en notation moderne (Paris, 1830)

### Œuvres musicales
- Fugue à trois partes, trois modes, quatre sujets et quatre faces (1800)
- Canon à sept parties et à nombreuses mutations
- Trois messes